# Roma (mytologi)

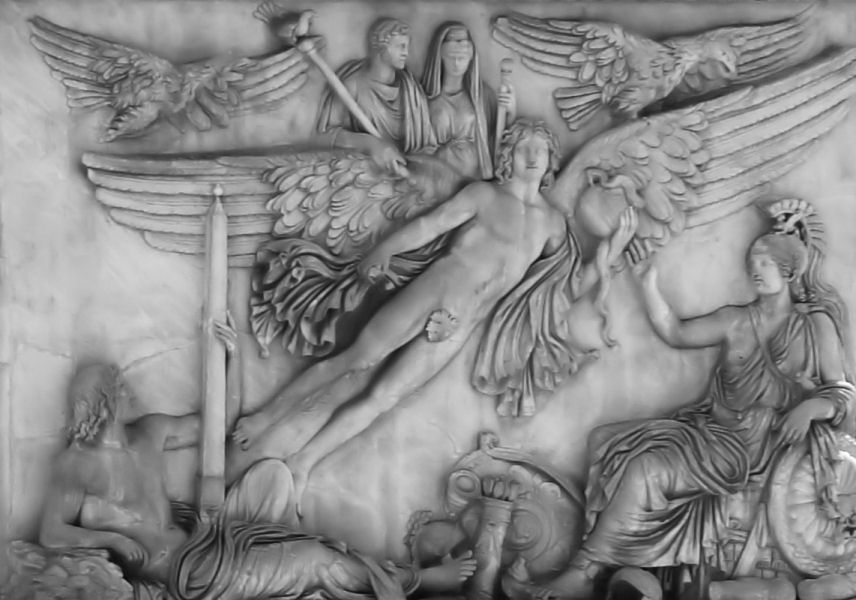
Roma sittande till höger i bild. Relief från Antoninus Pius-kolonnens sockel.

Roma var i romersk religion och romersk mytologi en gudinna som personifierade den romerska staten eller staden Rom.
Roma uppträder på romerska mynt kring 269 f.Kr. och på mynt från Locri i Kalabrien 204 f.Kr. Under romerska republiken avbildades Roma med fjäderprydd hjälm. Under romerska kejsardömet avbildades hon i helfigur med militärutstyrsel eller sittande på en tron.
Hon dyrkades i en statligt stödd kult som en symbol för romarriket självt snarare än som en regelrätt gudom, och tempel uppfördes åt henne runtom i imperiet. Som symbol för Roms militära makt betjänades hennes tempel inte av prästinnor, något som annars var det vanligaste för en kvinnlig gud, utan av manliga präster 